# Marie Dorval
Marie Amélie Thomase Delauney (Lorient, 6 de Janeiro de 1798 – Paris, 20 de Março de 1849) foi uma atriz francesa.
Marie Dorval casou aos 15 anos com Allan Dorval um actor bastante mais velho do que ela e que veio a falecer 5 anos mais tarde. Desse casamento Marie teve dois filhos. Envolve-se amorosamente com George Sand, pseudônimo de Amantine Aurore Lucile Dupin, no início da década de 1830.